# Robert le Chouan
 (novembre 2016).
Si vous disposez d'ouvrages ou d'articles de référence ou si vous connaissez des sites web de qualité traitant du thème abordé ici, merci de compléter l'article en donnant les références utiles à sa vérifiabilité et en les liant à la section « Notes et références ».
François-Augustin Robert (10 juillet 1795 - 31 décembre 1868) était un légitimiste, qui participa à l'Insurrection royaliste dans l'Ouest de la France en 1832.
Sa tombe est visible dans le cimetière d'Azay-sur-Thouet dans le département des Deux-Sèvres.